# 温登海姆
温登海姆是德国莱茵兰-普法尔茨州的一个市镇。总面积9.97平方公里，总人口2708人，其中男性1314人，女性1394人（2011年12月31日），人口密度272人/平方公里。